# Danílovka (Saràtov)
|  | Per a altres significats, vegeu «Danílovka». |

Danílovka (en rus: Даниловка) és un poble de l'óblast de Saràtov, a Rússia, segons el cens del 2021 tenia 910 habitants. Pertany al districte municipal d'Atkarsk.